# 气动工具
气动工具是指由空气压缩机提供压缩空气作为工作动力源的装置。气动工具的应用行业非常广阔，包括：汽车制造修理、造船修船、家具生产、建筑、装饰、设备维修、金属加工、航天航空、机械装配、电子装配、家电装配、铸造、模具制造等行业。

## 用途
气动工具按用途分类有气动打磨机、气动抛光机、气钻、气动扳手、气动螺丝刀、气动冲击扳手、气动攻丝机、攻丝马达、气凿、气动雕模笔、气锯、气动整边整角机等。